# Mario Acerboni
Mario Acerboni (* 1889 in Mailand; † 1967 in Tradate) war ein italienischer Radsportler, Motorradrennfahrer und Unternehmer.

## Werdegang
Acerboni zählt zu den Pionieren des Motorradsports in Italien. Er war mindestens Ende der 1900er-Jahre im Radsport aktiv und gewann im Jahr 1911 in der ⅓-l-Klasse auf Frera die erstmals ausgetragene Italienische Motorradmeisterschaft. Die Titel wurden vom im April 1911 gegründeten Moto Club d’Italia in einem Einzelrennen am 8. Oktober 1911 vergeben. Die Strecke führte über 315 km von Mailand nach Aprica und zurück über Sesto San Giovanni, Lecco, Colico, Sondrio, den Passo dell’Aprica, Edolo, Lovere, Bergamo und Crescenzago. Am Renntag herrschten schwierige Wettbedingungen, die Strecke war wegen regennass und es kam zu einer Reihe von Unfällen. Von den 21 gestarteten Fahrern in den beiden Klassen (⅓ l/334 cm³ und ½ l/500 cm³) erreichten neun das Ziel. Eine Woche nach dem Rennen wurden alle Teilnehmer auf der Piazza Duomo in Mailand geehrt.
Im Jahr 1920 wurde Mario Acerboni hinter Biagio Nazzaro (Della Ferrera) und Luigi Gilera (Gilera) Dritter der Italienischen 500-cm³-Meisterschaft. Er war bis Ende der 1920er-Jahre Mitglied des Frera-Werksteams und feierte zahlreiche Erfolge, vor allem bei nationalen Rennen.
In den späten 1920er Jahren eröffnete Acerboni in der Via Pacinotti in Mailand eine Vertretung mit Werkstatt für Frera-Motorräder, in der er auch Panther-, Coventry-Eagle- und New-Imperial-Maschinen vertrieb. Nachdem die protektionistische Handelspolitik des faschistischen Regimes den Import ausländischer Motorräder erschwert hatte, kaufte er die Maschinen in Einzelteilen an und baute sie mit seinem Sohn Gianfranco zusammen.
Als Frera 1936 schloss, kaufte Acerboni aus der Insolvenzmasse in großen Mengen Motoren auf und nutze diese zum Bau von leichten Dreirädern und Motorrädern, die er unter den Markennamen M.A. bzw. Acerboni vertrieb.
Noch im Jahr 2016 war an der ursprünglichen Adresse der Firma in Mailand das Unternehmen Acerboni Cicli tätig, das von einem Nachkommen Acerbonis geführt wurde.

## Erfolge
- 1911 – Italienischer ⅓-Liter-Meister auf Frera